# Джамбаз тепе
Джамбаз тепе е тепе в Пловдив, което заедно с Небет тепе и Таксим тепе формират така нареченото Трихълмие, днес по-известно като Старинен Пловдив. Джамбаз тепе се намира в най-югоизточната част на Трихълмието.
„Джамбаз тепе“ на турски означава „хълм на въжеиграчите“, заради представленията на акробати и въжеиграчи, изнасяни в древността по стръмните му скали от югоизток.

## История
Смята се, че в древността на хълма се издигал храмът на Аполон – бог на слънцето и музиката.
Основите на храма „Свети Димитър“ на хълма са положени във времето на Иван Асен II, след битката при Клокотница през 1230 г. 
През 1780 г. на хълма е построено централното гръцко училище. Това е първата сграда в Пловдив, строена специално за учебно заведение. Според гръцкото описание на Пловдивска епархия, направено от Константин Иконом през 1819 г., на мястото на храма „Света Петка Стара“ е съществувала църква – „малка, каменна, с кубе", оцеляла от времето преди турското завоевание..

## Разни
На терасите на тепето се намират
- Храмът „Свети Димитър Солунски“[4]
- Къщата на Георги Мавриди
- Джаковата къща
- Сградата на гръцкото училище[2]
- Храмът „Света Петка Стара“
- Античен театър

В подножието на хълма са разположени
- Основно училище „Гео Милев“
- Понеделник пазара
- Католическата катедрала „Свети Лудвиг“ и Католишката махала
- Хаджи Хасан махала